# جينس بولفر
جينس جوني بولفر (بالإنجليزية: Jens Johnnie Pulver؛ مواليد 6 ديسمبر 1976) هو مقاتل فنون قتالية مختلطة وملاكم وكيك بوكسر غير مهزوم أمريكي معتزل.

## وصلات خارجية
- جينس بولفر على موقع بوكس ريك (الإنجليزية) (registration required)
- جينس بولفر على موقع يو إف سي (الإنجليزية)
- جينس بولفر على موقع شيردوغ (الإنجليزية)
- جينس بولفر على موقع Tapology.com (الإنجليزية)
- جينس بولفر على موقع IMDb (الإنجليزية)
- جينس بولفر على موقع قاعدة بيانات الفيلم (الإنجليزية)